# Nu börjar livet
Pour plus de détails, voir Fiche technique et Distribution.
Nu börjar livet est un film suédois réalisé par Gustaf Molander, sorti en 1948.

## Synopsis
Vera Ullman, une couturière, rencontre le prêtre Tore, qu'elle connaît depuis longtemps. Ce dernier la courtise mais ne mentionne pas qu'il est marié.

## Fiche technique
- Titre : Nu börjar livet
- Réalisation : Gustaf Molander
- Scénario : Rune Lindström (en)
- Photographie : Åke Dahlqvist
- Montage : Oscar Rosander
- Musique : Erik Nordgren
- Pays de production : Suède
- Format : Noir et blanc - 1,37:1 - Mono
- Genre : drame
- Durée : 91 minutes
- Date de sortie : 1948

## Distribution
- Mai Zetterling : Vera Ullman
- Georg Rydeberg : Tore Gerhard
- Wanda Rothgardt (en) : Dorrit
- Hugo Björne : Eliasson
- Bengt Eklund : John Berg
- Åke Grönberg (en) : Berra
- Ivar Kåge (en) : Vicar
- Jan Molander (en) : Svenne
- Sven-Eric Gamble (en) : Plåtis